# Cataniai metró
A Cataniai metró (olasz nyelven: Metropolitana di Catania) az olaszországi Catania városában található, mindössze egy vonalból álló metróhálózat. A vonal 8,8 km hosszúságú, normál nyomtávolságú és összesen 11 állomás található rajta. A metró 1999. június 27-én nyílt meg. Üzemeltetője a Ferrovia Circumetnea. Éves utasforgalma 3 400 000 fő (2017).

## Járművek
A vonalon 8 db FCE M.88 sorozatú metrószerelvény közlekedik.

## Állomások
- Nesima
- San Nullo
- Cibali
- Milo
- Borgo
- Giuffrida
- Italia
- Galatea
  - Porto
- Giovanni XXIII
- Stesicoro